# Primtalspotens
Inom matematiken är en primtalspotens, även kallad primpotens, en potens, där basen är ett primtal och exponenten ett heltal ≥ 0. 
Exempel på primtalspotenser är: 1 = 20, 5 = 51, 9 = 32 och 16 = 24.
Eftersom talet 1 = p0, inte har någon entydig primtalsbas, så anses det ibland inte vara en primtalspotens.

De första primtalspotenserna är:
1, 2, 3, 4, 5, 7, 8, 9, 11, 13, 16, 17, 19, 23, 25, 27, 29, 31, 32, 37, 41, 43, 47, 49, 53, 59, 61, 64, 67, 71, 73, 79, 81, 83, 89, 97, 101, 103, 107, 109, 113, 121, 125, 127, 128, 131, 137, 139, 149, 151, 157, 163, 167, 169, 173, 179, 181, 191, 193, 197, 199, 211, 223, 227, … (talföljd A000961 i OEIS)
Primtalspotenserna är, förutom talet 1, de positiva heltal som är delbara med exakt ett primtal. Primtalspotenser och relaterade begrepp kallas även primära tal, som i primärdekompositionen.

## Egenskaper

### Algebraiska egenskaper
Varje primtalspotens (utom tvåpotens) har en primitiv rot, alltså är den multiplikativa gruppen av heltal modulo pn (eller ekvivalent, enhetsgruppen i ringen Z/pnZ) cyklisk.
Antalet element i en ändlig kropp är alltid en primtalspotens och omvänt hålls varje primtalspotens som antalet element i någon ändlig kropp (som är unik upp till isomorfi.)

### Kombinatoriska egenskaper
En egenskap hos primtalspotenser som ofta används för analytisk talteori är att mängden av primtalspotenser som inte är primtal är en liten mängd i den meningen att den oändliga summan av deras reciprokkonvergenta. Även primtalen utgör en stor mängd.

### Delbarhet-relaterade egenskaper
Eulers fi-funktion (φ) och sigmafunktionen (σ0) och (σ1) av en primtalspotens beräknas med formlerna:
{\displaystyle \phi (p^{n})=p^{n-1}\phi (p)=p^{n-1}(p-1)=p^{n}-p^{n-1}=p^{n}\left(1-{\frac {1}{p}}\right)},
{\displaystyle \sigma _{0}(p^{n})=\sum _{j=0}^{n}p^{0*j}=\sum _{j=0}^{n}1=n+1},
{\displaystyle \sigma _{1}(p^{n})=\sum _{j=0}^{n}p^{1*j}=\sum _{j=0}^{n}p^{j}={\frac {p^{n+1}-1}{p-1}}}.
Alla primtalspotenser är defekta tal. En primtalspotens pn är ett n nästan-primtal. Det är inte känt om en primtalspotens pn kan vara ett vänskapligt tal. Om det finns ett sådant tal, sedan pn, måste det vara större än 101500 och n måste vara större än 1400.

## Inom populärkulturen
I filmen Cube från 1997 spelar primtalspotenser en viktig roll, i egenskap av indikatorer på dödliga faror i en labyrintliknande kubstruktur.